# Cajanus cajan
Il caiano (Cajanus cajan (L.) Huth, 1893) è una pianta della famiglia delle Fabacee.

## Etimologia
Il nome deriva dal malese katjany, che vuol dire fagiolo.

## Descrizione
Il caiano è un arbusto a crescita eretta che di solito raggiunge altezze da 1,5 a 3 m. La superficie degli steli è notevolmente e pelosa con tricomi setosi.
Le foglie sono pennate in tre parti e sono ricoperte di peluria che nella faccia superiore è costituita da peli fini, corti e vellutati, e nella faccia inferiore da peli biancastri decisamente più lunghi. Su entrambi i lati della foglia sono presenti piccole ghiandole giallastre. Le nervature delle foglie compaiono sulla pagina inferiore e sono di colore giallastro.
L'infiorescenza terminale a pannocchia è accompagnata da un gran numero di infiorescenze racemose ascellari in prossimità dell'apice del ramo. Tutte le parti dell'infiorescenza sono vellutate e di colore giallo-marrone.

I legumi sono di colore paglia e di forma quasi dritta. I semi sono di colore bruno, crema, o rossastro con ilo marrone.

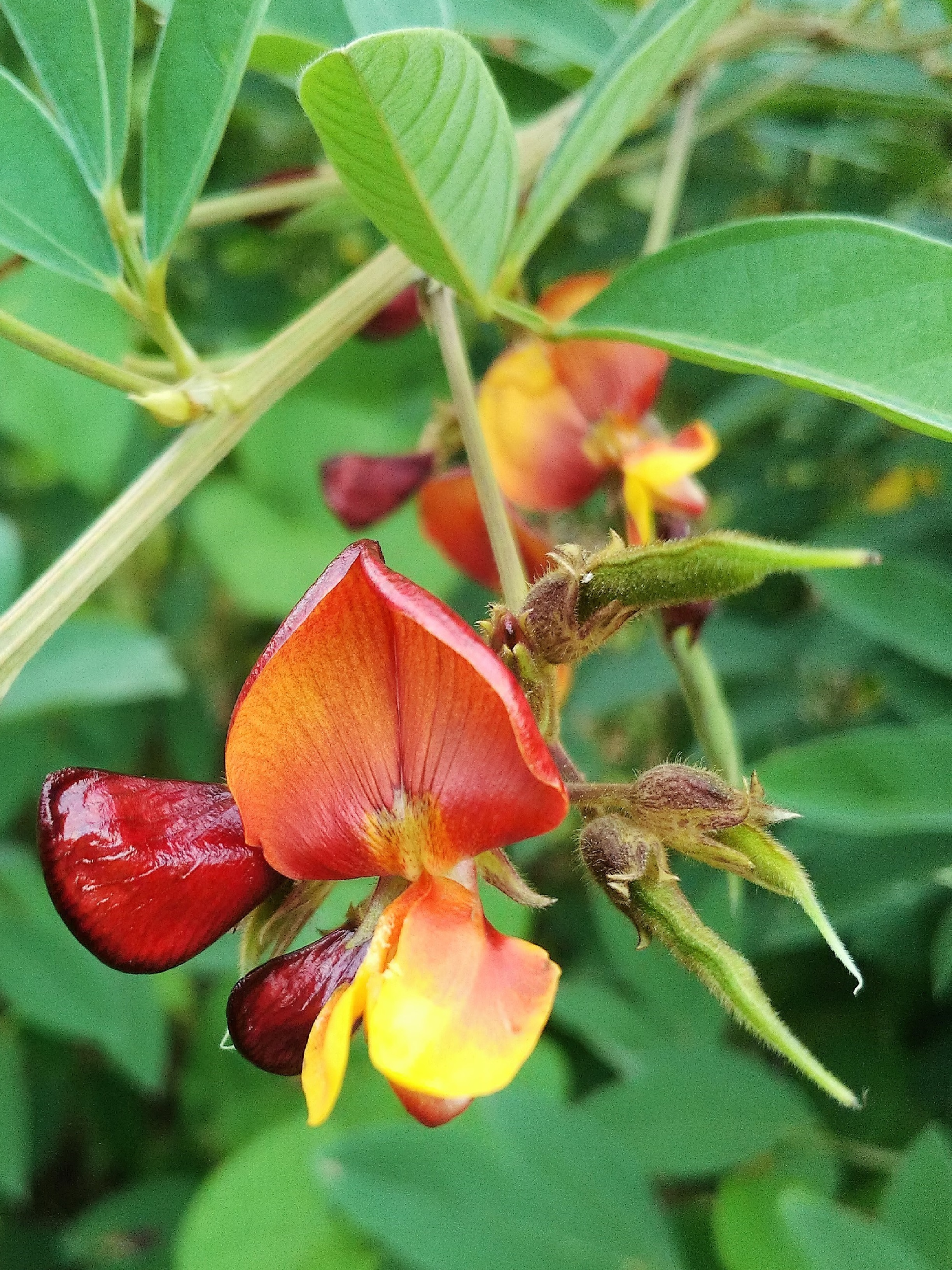
Fiore
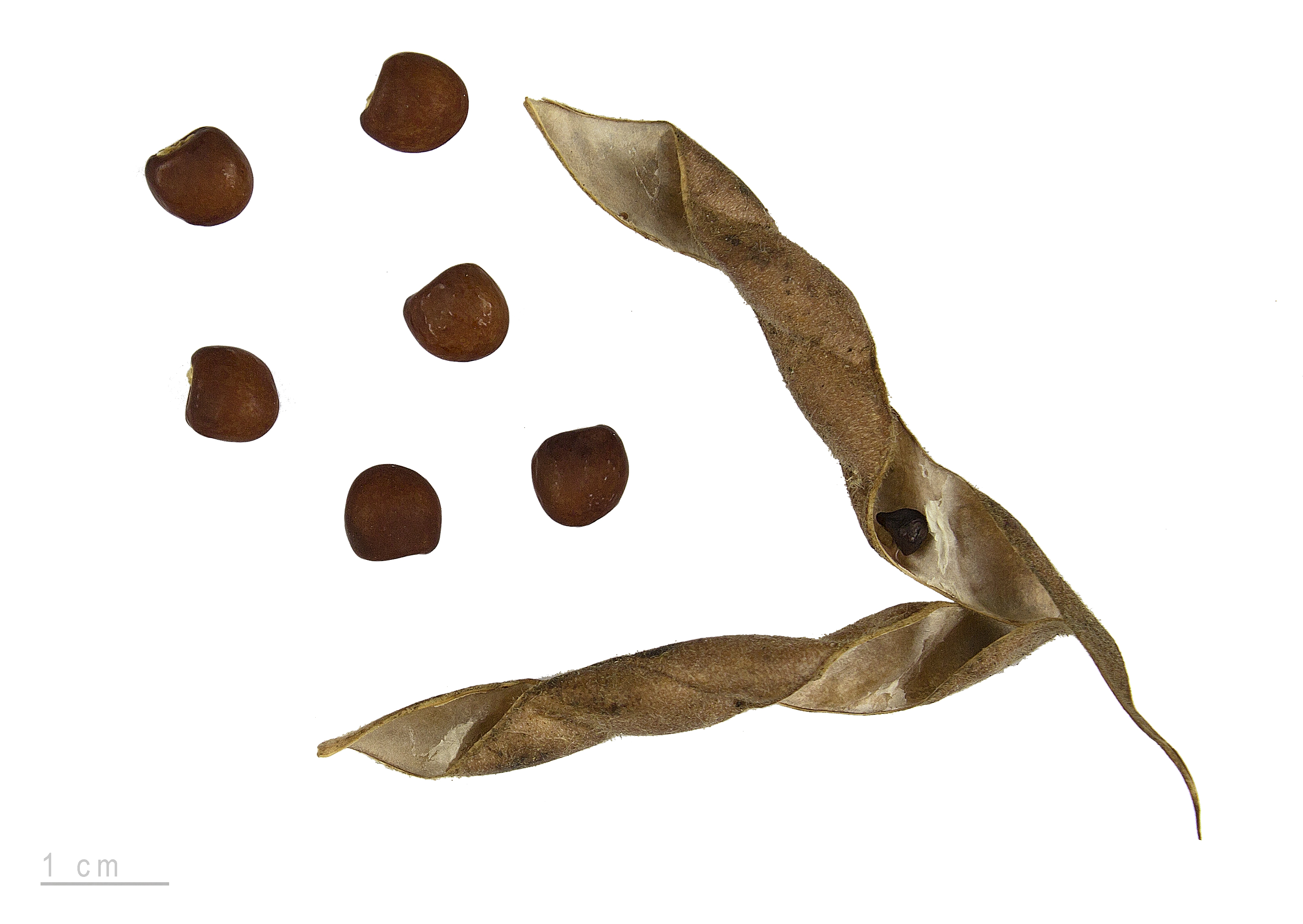
Frutti e semi

## Ecologia
Sul caiano vive un parassita, la cocciniglia Kerria lacca, che fornisce una gommalacca molto pregiata.

## Distribuzione e habitat
La specie è nativa di India e Himalaya occidentale.

## Coltivazione
Gli agronomi assicurano che essa è resistente alla siccità, tenace e adattabile a diversi tipi di ambiente e di sistemi agricoli.

## Usi
Per via dei suoi legumi, simili ai piselli, esso è coltivato in gran parte dell'Asia e dell'Africa.
Contiene molte proteine e degli aminoacidi quali: metionina, lisina, e triptofano.
Il caiano è sia una coltura alimentare sia una coltura foraggera/di copertura. In combinazione con i cereali, i semi di caiano costituiscono un pasto ben bilanciato e per questo sono preferiti dai nutrizionisti come ingrediente essenziale per diete equilibrate. 
Il caiano è un ingrediente importante dei mangimi animali utilizzati nell'Africa occidentale, soprattutto in Nigeria, dove viene anche coltivato. Foglie, baccelli, semi e residui della lavorazione dei semi vengono utilizzati per nutrire tutti i tipi di bestiame.